# Association des Juifs nationaux allemands
L'Association des Juifs nationaux allemands (en allemand : Verband nationaldeutscher Juden) est une organisation juive allemande de la république de Weimar et des premières années de l'Allemagne nazie qui manifesta son soutien à Adolf Hitler.

## Histoire, objectifs, résultat
L'Association des Juifs nationaux allemands est fondée en 1921 par Max Naumann, qui en est le président jusqu'en 1926, puis de 1933 à 1935, date à laquelle l'association est dissoute. L'association est proche du Parti populaire national allemand, national-conservateur et monarchiste, qui refuse cependant l'affiliation à l'Association.
Le but de l'Association est l'assimilation totale des Juifs dans la Volksgemeinschaft allemande, l'auto-éradication de l'identité juive et l'expulsion d'Allemagne des immigrants juifs d'Europe de l'Est. Naumann est particulièrement opposé aux sionistes et aux juifs d'Europe de l'Est : il considère les premiers comme une menace pour l'intégration juive et comme porteurs d'une idéologie « raciste » au service des objectifs impériaux britanniques, les seconds comme racialement et spirituellement inférieurs.
L'organe officiel de l'association est le mensuel Der nationaldeutsche Jude, édité par Max Naumann. Le magazine a un tirage de 6 000 exemplaires en 1927.
Parmi les activités de l'Association figure la lutte contre le boycott juif des produits allemands. Elle publie également un manifeste déclarant que les Juifs sont traités équitablement.

En 1934, l'Association fait la déclaration suivante : 
Nous avons toujours placé le bien-être du peuple allemand et de la patrie, auxquels nous nous sentons inextricablement liés, au-dessus de notre propre bien-être. C'est pourquoi nous avons salué les résultats de janvier 1933, même s'ils nous ont apporté des difficultés personnelles.
Une raison possible pour laquelle certains Juifs allemands soutiennent Hitler est peut-être qu'ils pensent que son antisémitisme est uniquement destiné à « exciter les masses ».
Le fait apparemment ironique qu'une association juive prône la loyauté au programme nazi donne lieu à une blague contemporaine sur Naumann et ses partisans selon laquelle ils mettent fin à leur réunion en faisant le salut nazi et en criant « À bas nous ! »,.
Malgré le patriotisme extrême de Naumann et de ses collègues, le gouvernement allemand n'accepte pas leur objectif d'assimilation. L'Association des Juifs nationaux allemands est déclarée illégale et dissoute le 18 novembre 1935. Naumann est arrêté par la Gestapo le même jour et emprisonné au camp de concentration de Columbia. Il est libéré après quelques semaines et meurt d'un cancer en mai 1939.